# Fontana dei Quattro Fiumi
L'escultura de la Fontana dei Quattro Fiumi o Font dels Quatre Rius, es troba a la Piazza Navona de Roma i va ser ideada i tallada per l'escultor i pintor Gian Lorenzo Bernini a 1651 sota el papat d'Innocenci X, en plena època barroca, durant el període més prolífic del genial artista i prop de la que un altre temps fou la Chiesa di San Giacomo de gli Spagnoli
La font es compon d'una base formada d'una gran piscina el·líptica, coronada en el seu centre d'una gran mola de marbre, sobre la qual s'eleva un obelisc egipci d'època romana, l'obelisc de Domicià.
Les estàtues que componen la font, tenen unes dimensions més grans que en la realitat i són al·legories dels quatre rius principals de La Terra (Nil, Ganges, Danubi, Riu de la Plata), cada un d'ells en un dels continents coneguts en l'època. A la font cadascun d'aquests rius està representat per un gegant de marbre.
Els arbres i les plantes que emergeixen de l'aigua i que es troben entre les roques, també estan en una escala més gran que en la realitat. Els animals i vegetals, generats d'una naturalesa bona i útil, pertanyen a espècies grans i potents (com el Lleó, cavall, cocodril, serp, drac, etc.). L'espectador, girant al voltant de la font, descobreix noves formes que abans estaven amagades o cobertes per la massa rocosa. Amb aquesta obra, Bernini vol suscitar admiració a qui la mira, creant un petit univers en moviment a imitació de l'espai de la realitat natural.
La font va ser sotmesa a restauració, un treball que es va donar per conclòs el desembre de 2008.
Constitueix un dels escenaris clau de la novel·la i el film Àngels i Dimonis, a la qual és llançat un dels cardenals segrestats, i Robert Langdon (Tom Hanks) es llança a l'aigua per salvar-lo.

## Els animals de la font
La font presenta figures de set animals, a més d'un petit colom i l'emblema dels Pamphili. Per poder observar-lo, n'hi ha prou amb donar una volta al voltant de la font. Les figures són: un cavall, una serp de terra (a la part més alta, a prop de l'obelisc), la serp de mar, un dofí (que funciona també com a desguàs), un cocodril, un lleó i un drac. Notar també la vegetació esculpida que sembla real.

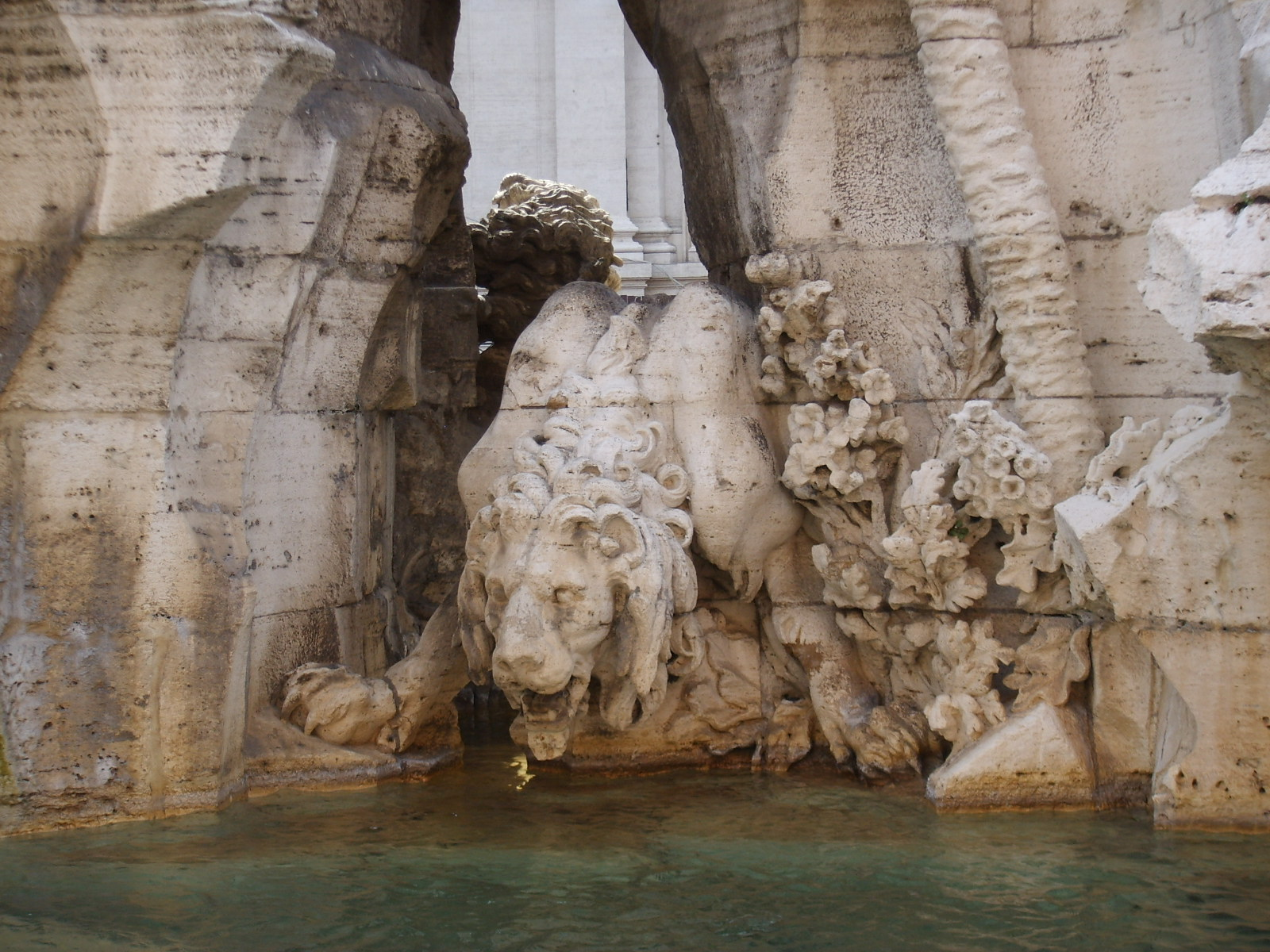
El lleó.
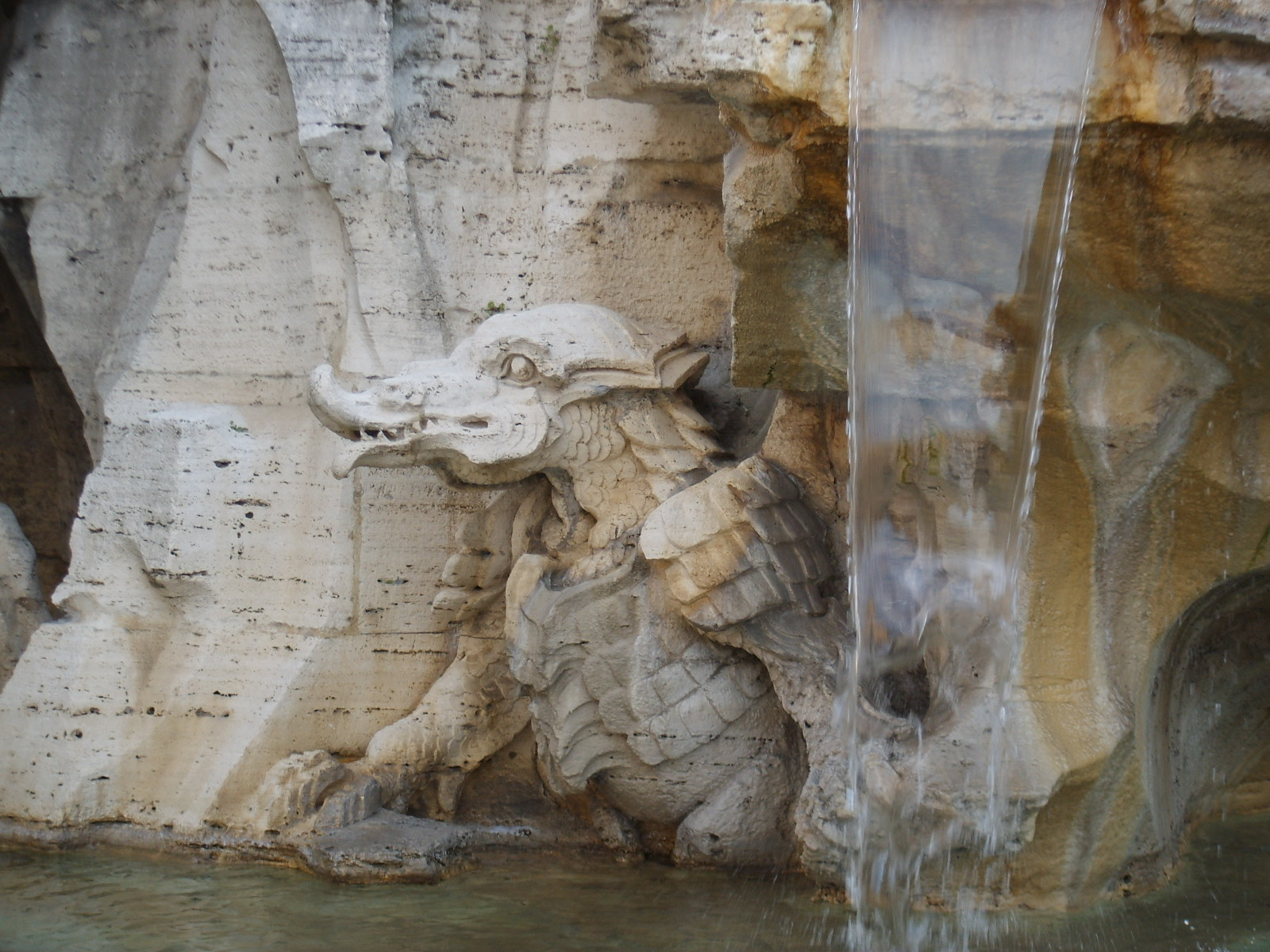
El cocodril.
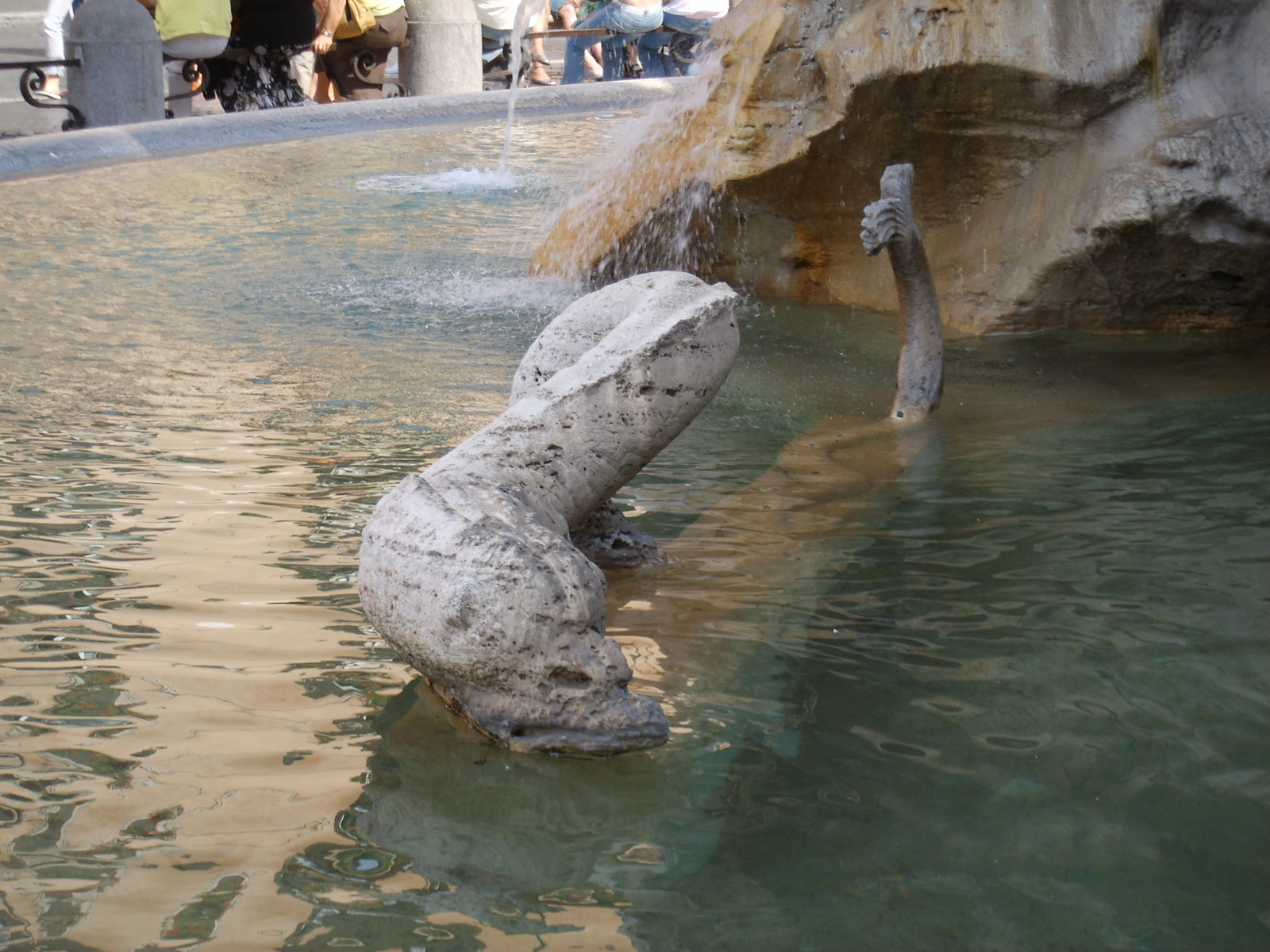
La serp de mar.
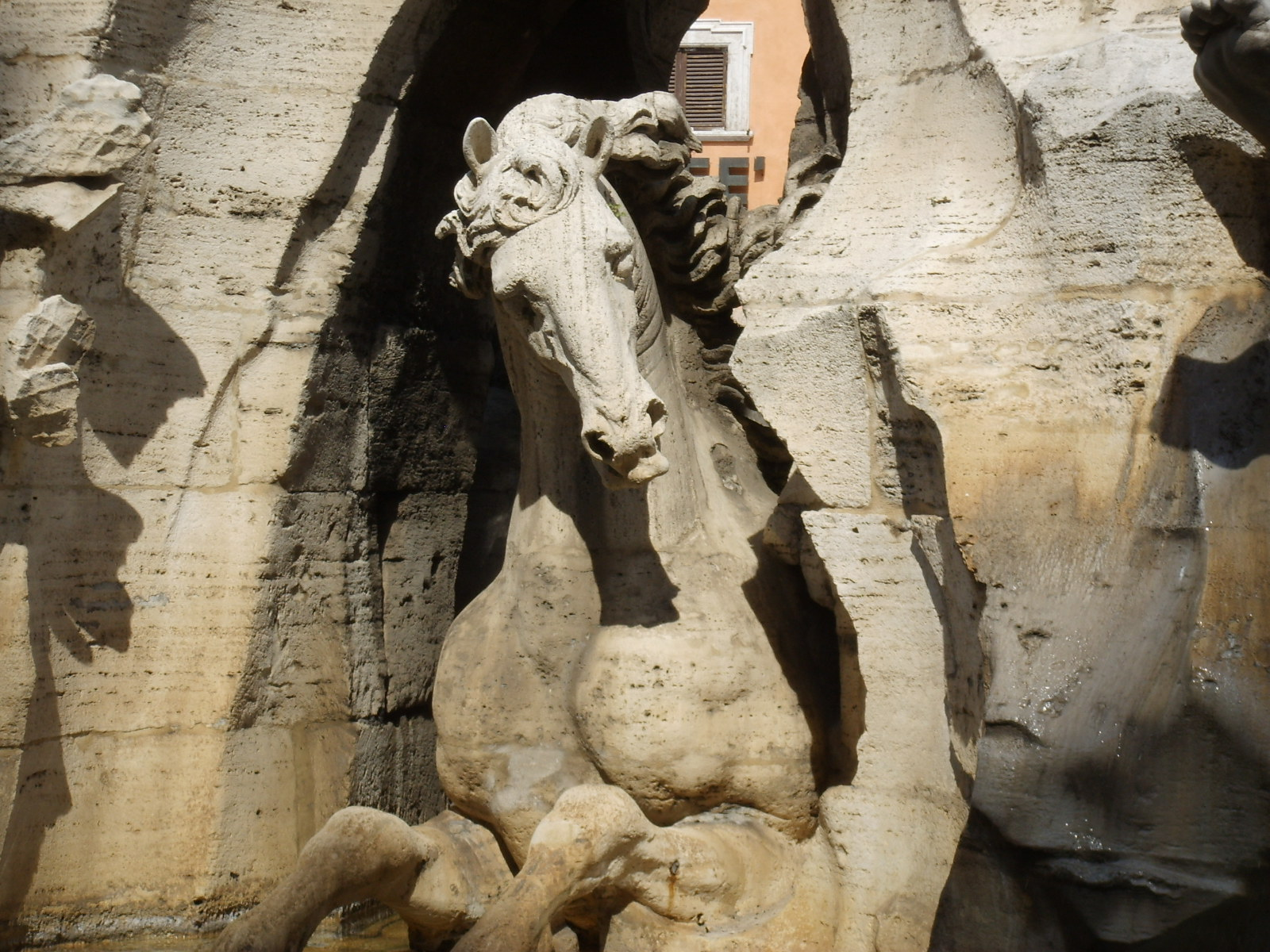
El cavall.
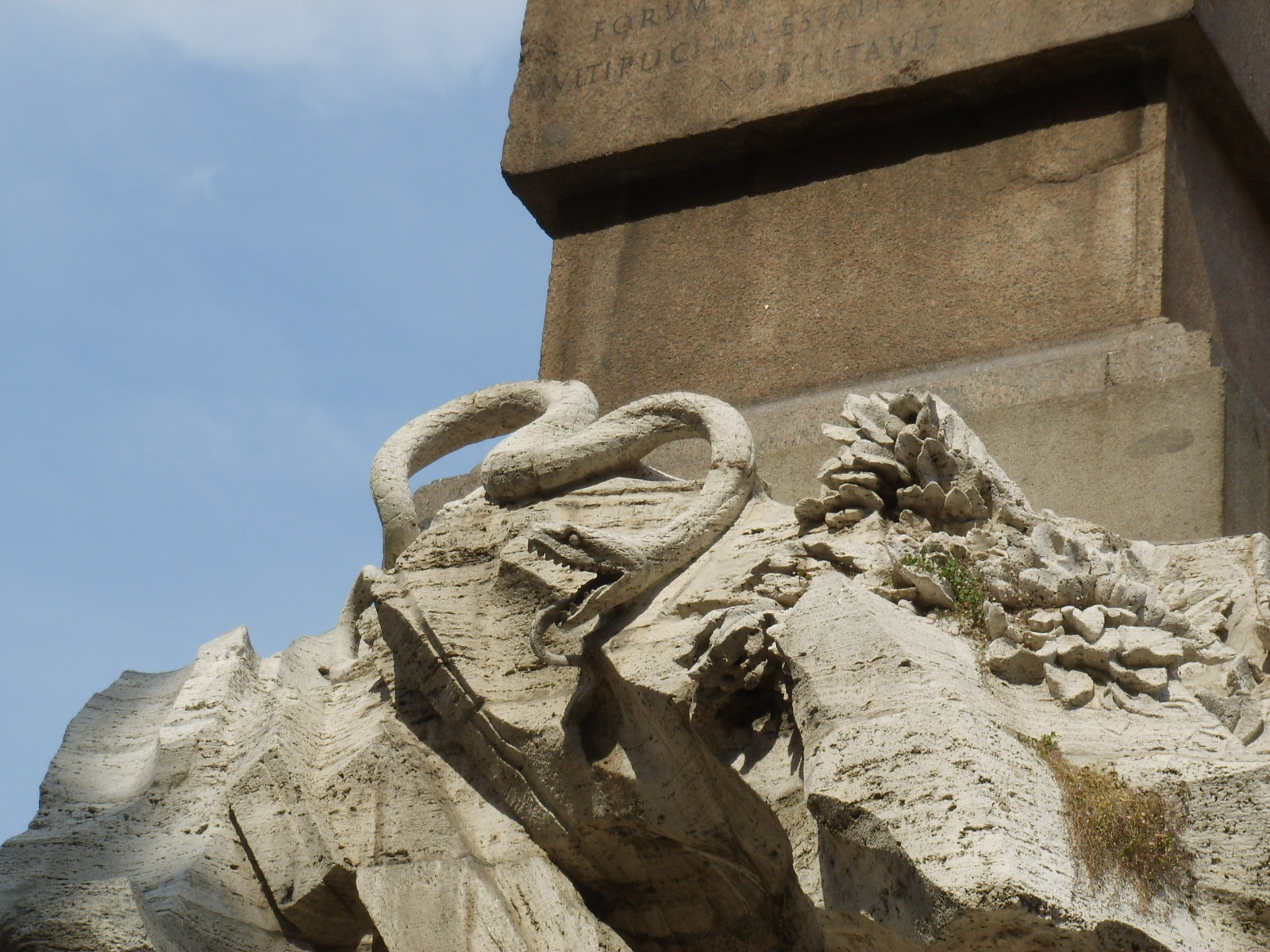
La serp de terra.
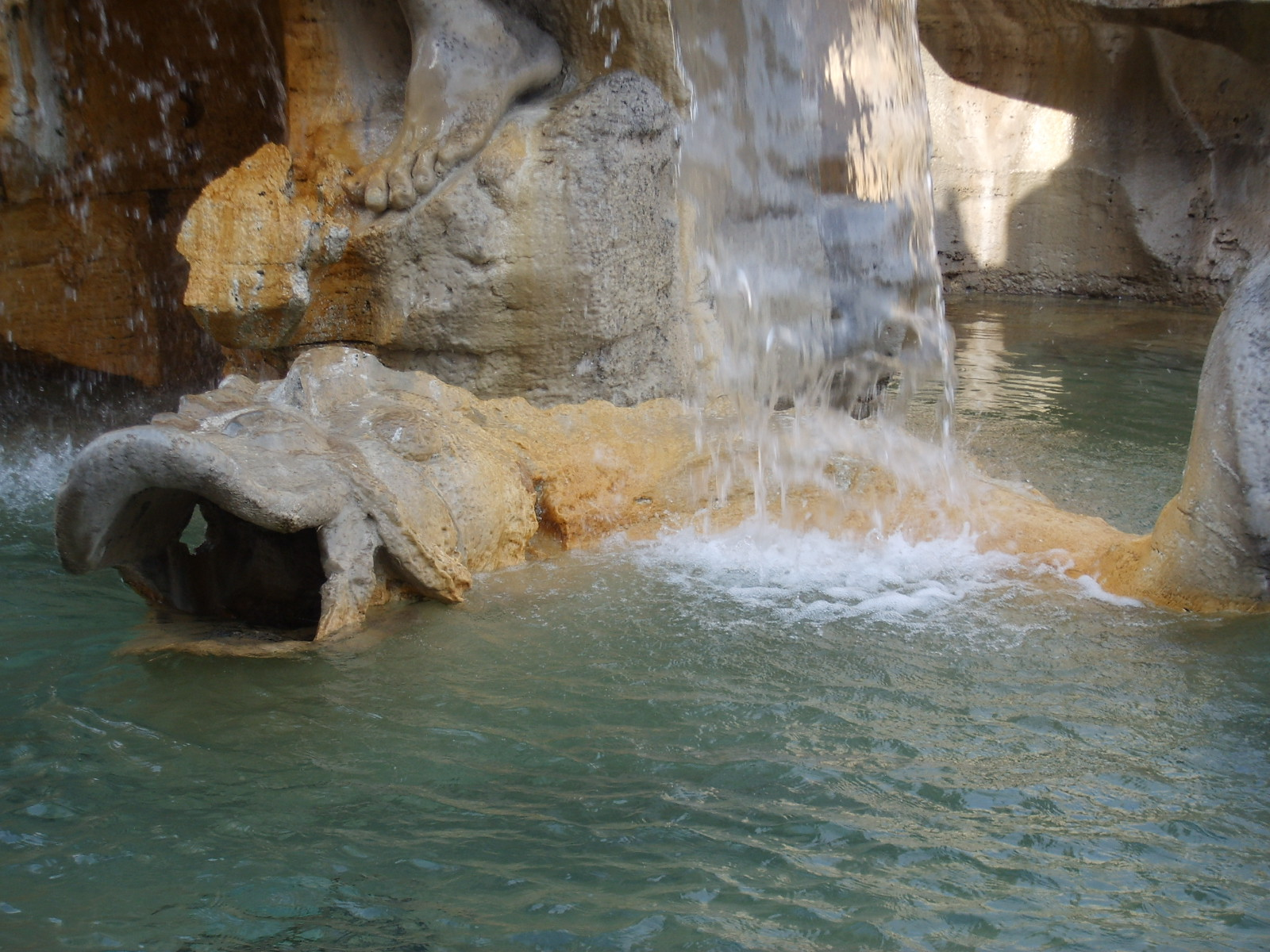
El dofí.
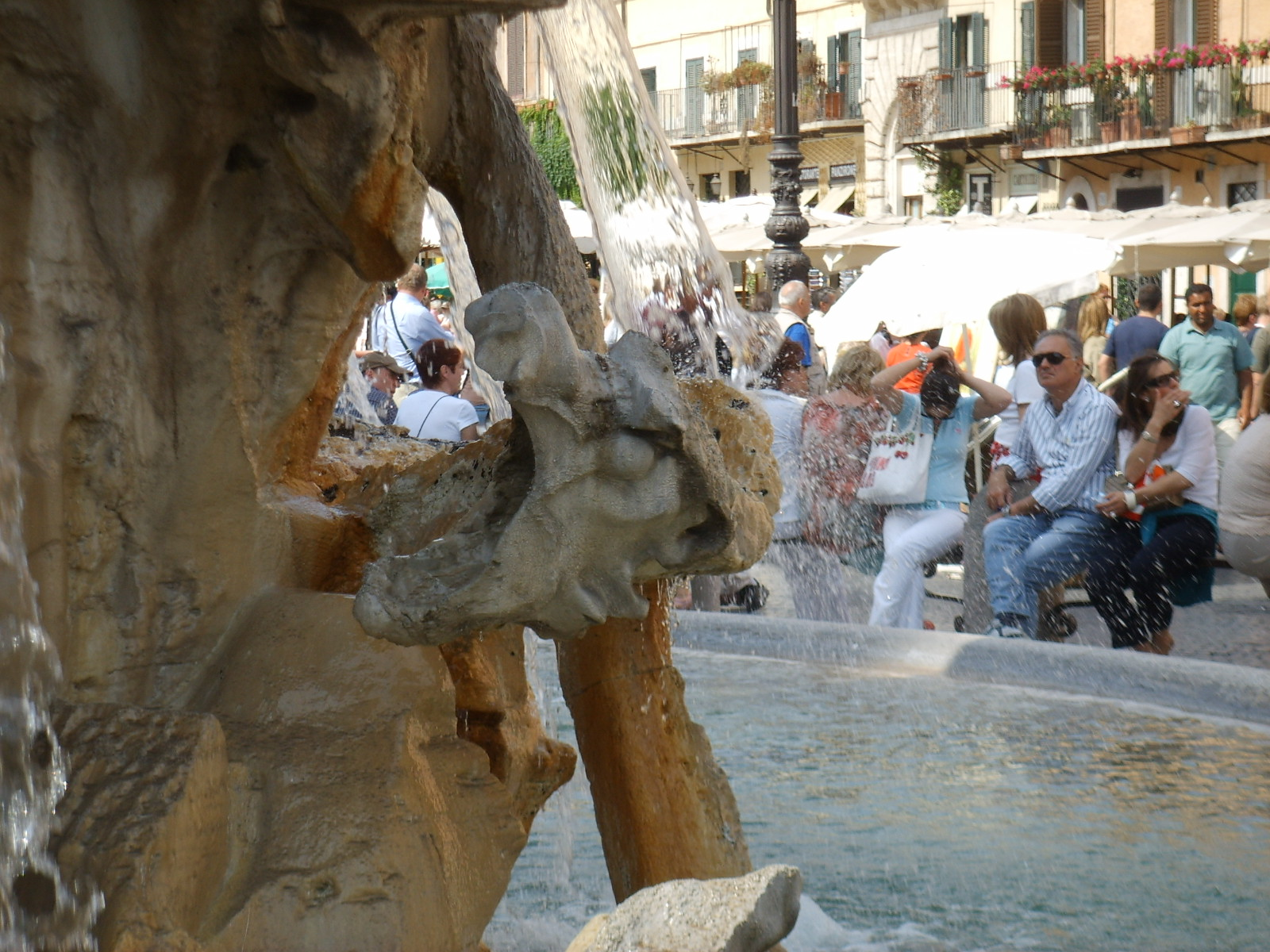
El drac.
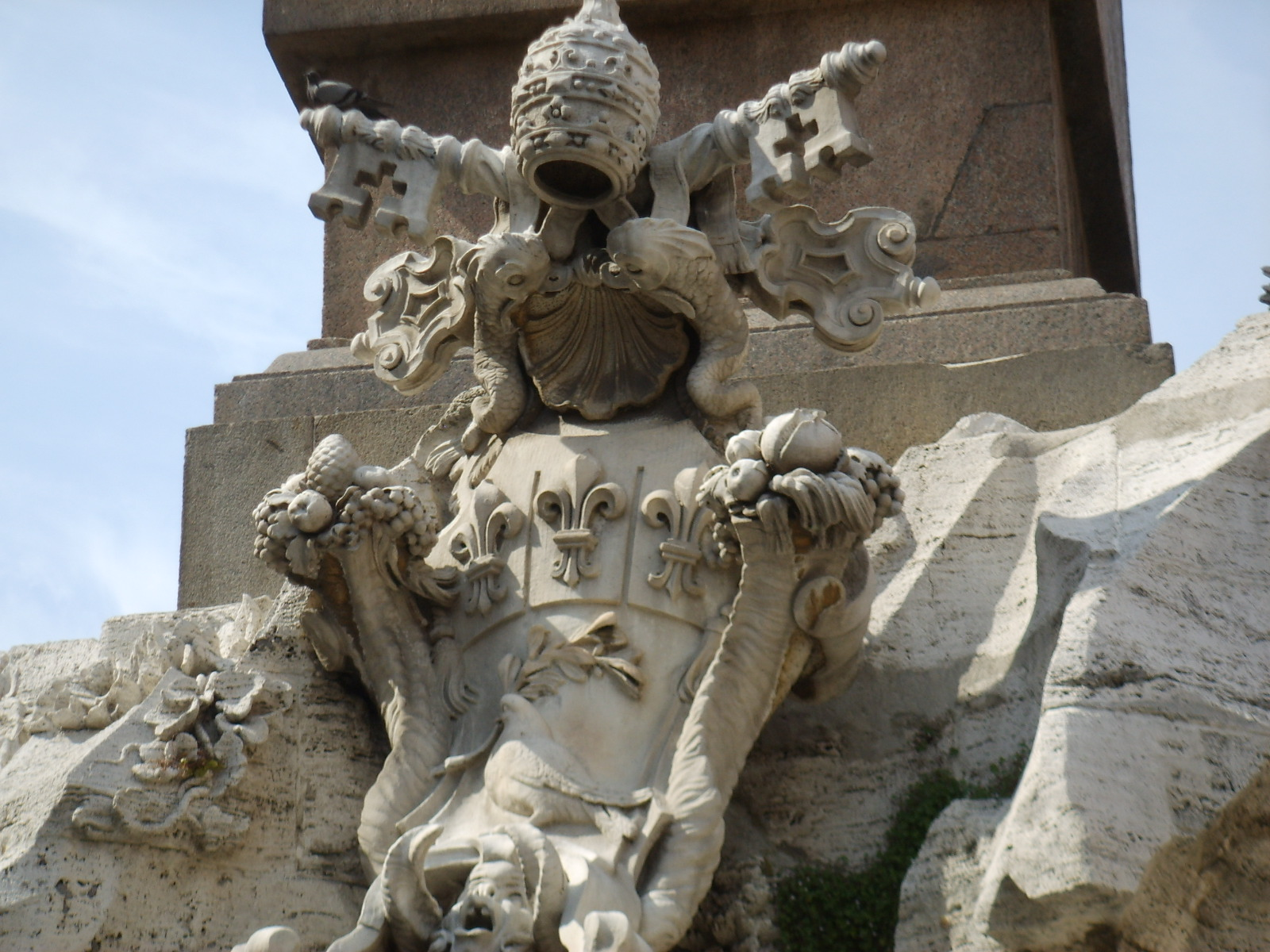
Els animals de l'emblema.